# Гліни-Малі
Гліни-Малі (пол. Gliny Małe) — село в Польщі, у гміні Борова Мелецького повіту Підкарпатського воєводства.
Населення — 661 особа (2011).
У 1975-1998 роках село належало до Ряшівського воєводства.

## Демографія
Демографічна структура станом на 31 березня 2011 року:
|          | Загалом | Допрацездатний вік | Працездатний вік | Постпрацездатний вік |
| -------- | ------- | ------------------ | ---------------- | -------------------- |
| Чоловіки | 328     | 81                 | 209              | 38                   |
| Жінки    | 333     | 78                 | 170              | 85                   |
| Разом    | 661     | 159                | 379              | 123                  |